# Sejm ptasi
Sejm ptasi (ang. The Parlement of Foules, The Parliament of Fowls) – liczący 699 wersów średnioangielski poemat Geoffreya Chaucera, powstały pomiędzy 1373 a 1385 rokiem. Poemat opisuje wizję senną, w której ptaki zbierają się w dniu świętego Walentego, by się połączyć w pary. Stanowi on pierwszy przekaz o tym, że dzień świętego Walentego ma szczególne znaczenie dla zakochanych.

## Treść
Poemat rozpoczynają rozważania o tajemnicy miłości. Narrator przyznaje, że wprawdzie sam jej nigdy nie zaznał, ale często mu się zdarza czytać w książkach „o jej cudach i jej srogim gniewie”. Potem streszcza swoją lekturę Snu Scypiona (Somnium Scipionis) autorstwa Tulliusza (Cycerona). W tym dziele Scypionowi ukazuje się we śnie jego przodek Afrykańczyk (Scypion Afrykański Starszy), zabiera go w „miejsce gwieździste” i opowiada mu o życiu pozagrobowym oraz drodze do niego poprzez pracę dla wspólnego pożytku. Następnie nadchodzi noc i narrator zapada w sen, w którym zjawia się Afrykańczyk, chwali go za czytanie traktatu i obiecuje mu odpłacić za ten mozół.
Po inwokacji do Cyterei (zarazem bogini i planeta Wenus), poeta przystępuje do opisu swojego snu. Afrykańczyk zabiera go pod bramę parku, na której widnieją dwa wiersze. Pierwszy zachęca, by wejść do „błogiego miejsca”, „krynicy Łaski” i „drogi ku wszelkiemu powodzeniu”. Drugi oznajmia, że jest to wejście do sfery „śmiertelnych ciosów”, „której przewodzi Pogarda i Wyniosłość”, a „stronienie od niej to jedyne lekarstwo”. Wahającego się narratora wpycha do bramy Afrykańczyk, wyjaśniając, że te wiersze są przeznaczone tylko dla sług miłości, a nie dla jej obserwatorów (to zarazem ostatnie wystąpienie Afrykańczyka w poemacie). Za bramą znajduje się zadrzewiony ogród leżący nad rzeką, pełen łagodnych zwierząt i śpiewających ptaków, w którym zawsze trwa pogodny majowy dzień. Pod drzewem Kupidyn wykuwa swe strzały, które hartuje w źródle jego córka Żądza. Nieopodal stoją uosobienia przymiotów miłości: Przyjemność, Ozdoba, Pożądanie, Uprzejmość i inne. W mosiężnej świątyni opartej na jaspisowych kolumnach narrator spotyka Priapa „z berłem w dłoni” i leżącą w ukryciu Wenus wraz z Bachusem i Ceres. Na ścianach świątyni przedstawione są dzieje sławnych kochanków.
Po powrocie ze świątyni do parku narrator dostrzega siedzącą na ukwieconym wzgórzu boginię Naturę, otoczoną ptakami wszystkich gatunków, „bo był to dzień świętego Walentego, kiedy każdy ptak tam przybywa, by wybrać swą parę”. Natura usadza je w kolejności od ptaków drapieżnych, poprzez te, których pożywienie stanowi „robak albo rzecz, której nie wymówię” oraz ptactwo wodne aż do dziobiących ziarno. Trzymając na ręce piękną orlicę, Natura ogłasza, że jak co roku tego dnia samce ptaków wybiorą towarzyszki życia. Warunkiem jest tylko to, że samice muszą się zgodzić na ten wybór. Rozpoczyna królewski orzeł, którego wybór pada właśnie na piękną orlicę. Wkrótce roszczenia do niej zgłaszają też dwa pośledniejsze orły. Nieustające perory orłów niecierpliwią pozostałe ptaki, które głośno się domagają „skończcie i puśćcie nas”. Natura ucisza ptaki i zarządza, by przedstawiciele każdej grupy zaproponowali sposób rozwiązania sporu. Sokół argumentuje, że skoro się nie da dowieść rozumowo, który orzeł bardziej kocha orlicę, należałoby rzecz rozstrzygnąć w walce. Orły ochoczo się na nią zgadzają. Ponieważ jednak walka nie wchodzi w rachubę – kontynuuje sokół – względy orlicy powinien zdobyć najszlachetniejszy zalotnik. Ptaki wodne wybierają na przedstawiciela gęś, która „ze swą miłą elokwencją” doradza „jeśli ona go nie kocha, niech on kocha inną”. Krogulec wyśmiewa głupotę gęsi, a wybrana przez ziarnojady turkawka wyraża swą wiarę w wierność do grobu. Drwi z niej kaczka, sama z kolei zganiona przez sokoła. Wtedy kukułka w imieniu robakożerców proponuje „niech wszyscy będą całe życie samotni, jeśli się nie potrafią zgodzić”, na co oburza się drzemlik. Natura powtórnie uspokaja ptaki i postanawia, że orlica sama podejmie decyzję. Orlica prosi Naturę o możliwość odroczenia wyboru o rok. Ta się zgadza, łączy pozostałe ptaki w pary, a one na koniec zgromadzenia śpiewają rondo na cześć Natury. Hałas ich odlotu budzi poetę, który wraca do czytania książek.

## Metrum i strofika
W swych wczesnych poematach Chaucer stosował wersy ośmiozgłoskowe. Jednak już w wierszu An ABC, powstałym prawie na pewno przed Sejmem ptasim, zastosował dziesięciozgłoskowiec, prawdopodobnie pod wpływem Guillaume'a de Machaut. W czasie swej podróży do Włoch Chaucer zapoznał się z dziełami Dantego i Boccaccia, którzy pisali jedenastozgłoskowcem. Sejm ptasi, zdradzający wiele wpływów włoskich, to pierwsze z długiej serii dzieł Chaucera napisanych w metrum dziesięciozgłoskowym o pięciu sylabach akcentowanych.
Sejm ptasi jest napisany strofą królewską (siedem wersów o układzie rymów ababbcc), formą wiersza pochodzącą z Francji. Chaucer używał jej jako pierwszy angielski poeta. Pod koniec utworu znajduje się trzynastowersowe rondo, również będące francuską formą wiersza.

## Inspiracje
Rozważania o naturze miłości w formie wizji sennej w Sejmie ptasim wiele zawdzięczają Powieści o Róży Guillaume'a de Lorris i Jeana de Meung. Chaucer explicite wymienia w Sejmie ptasim lekturę Snu Scypiona Cycerona, a zwłaszcza komentarza Makrobiusza do tego dzieła, jak również poemat Skarga Natury (De planctu Naturae) Alana z Lille. Opis parku miłości i świątyni Wenus w Sejmie ptasim stanowi dość wierne tłumaczenie fragmentu Tezeidy Boccaccia, której rękopis Chaucer prawdopodobnie posiadał. W końcu postać Afrykańczyka – przewodnika poety, napis nad bramą parku i kilka innych fragmentów dzieła nawiązuje do Boskiej komedii Dantego.

## Datowanie
Sejm ptasi jest niewątpliwie autorstwa Chaucera, ponieważ wspomina on o tym dwukrotnie, po raz pierwszy w prologu do Czytania o dobrych paniach (The Legend of Good Women), datowanego na 1384–1386. Sejm ptasi zawiera obfity materiał zaczerpnięty z dzieł włoskich. Chaucer mógł się z nimi zapoznać podczas swej pierwszej podróży do Włoch, z której powrócił w 1373. Zatem dzieło powstało przypuszczalnie między rokiem 1373 a 1385.
W poemacie występuje odniesienie astronomiczne („Tak wyraźnie, jak cię [Wenus] widziałem na północno-północnym zachodzie,/ kiedy zacząłem spisywać swoje widzenie”). Wenus ściśle rzecz ujmując nigdy nie świeci na północno-północnym zachodzie, ale można tak o niej myśleć, gdy osiąga ona skrajnie północne położenie, co miało miejsce w maju w latach 1374, 1382 i 1390. Pierwszą z tych dat się odrzuca, ponieważ między powrotem z Włoch a napisaniem Sejmu ptasiego Chaucer musiał jeszcze zdążyć napisać Dom sławy (The House of Fame); ostatnia jest za późna. Daje to – jeśli traktować to odniesienie dosłownie – maj 1382 roku jako datę rozpoczęcia poematu, a dzień świętego Walentego, 14 lutego 1383 roku, jako datę jego ukończenia.
W XIX wieku i pierwszej połowie XX wieku wiele uwagi poświęcono temu, kogo przedstawia orlica i jej trzech zalotników. Orlicę zazwyczaj się identyfikuje z Anną Czeską, królewskiego orła – z Ryszardem II (ich zaręczyny miały miejsce w roku 1381), dwa pozostałe orły – z rozmaitymi postaciami, przy czym żadna interpretacja nie jest uznawana powszechnie.

## Źródła tekstu

Stemma codicum The Parlement of Foules

Do źródeł tekstu poematu zalicza się czternaście rękopisów oraz wczesne wydanie Williama Caxtona z roku 1478:
- British Library, Harley 7333
- Cambridge University Library Gg. IV.27
- Cambridge University Library Ff. I.6 (Findern)
- Cambridge University Library Hh. IV.12 (365 wersów)
- Pepys 2006, Magdalene College, Cambridge P.
- Trinity College, Cambridge R. III.19
- St John's College, Oxford, J LVII
- wydanie Caxtona Cx
- Bodleian Library, Arch. Selden B.24
- Bodleian Library, Laud 416 (142 wersy)
- Bodleian Library, Fairfax 16
- Bodleian Library, Bodley 638
- Bodleian Library, Tanner 346
- Bodleian Library, Digby 181
- Longleat 258, Lt Longleat House, Warminster, w hrabstwie Wiltshire

Genealogię tych źródeł badali John Koch w 1881, Eleanor Prescott Hammond w 1902 i David Arbesú w 2001–2002. Dzieli się je na dwie główne grupy, A i B (ostatnie pięć rękopisów). Rękopisy zawierają wiele błędów i opuszczeń; Ff ma ich najwięcej, Gg – najmniej. Końcowe rondo podają tylko Gg, J i D.

## Polski przekład
Polski przekład Sejmu ptasiego pióra Marcina Ciury ukazał się w 2013 roku. Poprawione wydanie tego przekładu opublikowano w Literaturze na Świecie 11–12/2020.